# Velká Deštná
Die Velká Deštná (deutsch Deschneyer Großkoppe) ist mit 1115 m n.m. der höchste Berg im Adlergebirge in Tschechien.

## Lage und Umgebung
Der Berg erhebt sich im zentralen Teil des Adlergebirgshauptkamms unmittelbar östlich des namensgebenden Ortes Deštné v Orlických horách (Deschney). Östlich im Tal der Wilden Adler liegt die Gemeinde Orlické Záhoří, nördlich (in Polen) der kleine Erholungsort Zieleniec (Grunwald). Am Hauptwanderweg befindet sich eine kleine, am Wochenende bewirtschaftete Schutzhütte, auf dem Gipfel ein Aussichtsturm. Auf der nördlichen Schulter – direkt am Kamm – liegt das kleine Naturreservat Jelení lázeň, nordöstlich am Bergfuß das deutlich größere Nationale Naturreservat Trčkov.

## Geschichte
Bereits Ende des 19. Jahrhunderts stand auf dem Gipfel ein hölzerner Aussichtsturm. Mehrfach erneuert, wurde der Turm Ende der 1970er Jahre wegen Baufälligkeit endgültig abgerissen.
In den 1980er Jahren starb der Wald im Gipfelbereich infolge sauren Regens fast vollständig ab. Eine Wiederaufforstung erfolgte nachher mit niedrigwachsenden Latschenkiefern, und später auch wieder mit Fichten. 1992 errichteten Pfadfinder eine acht Meter hohe Aussichtsplattform – die später noch einmal erneuert – bis 2010 existierte.
Ab Mai 2019 wurde auf dem Gipfel ein neuer Aussichtsturm nach einem Entwurf des Architekten Lukáš Svoboda als Stahlkonstruktion mit Holzverkleidung gebaut. Am 26. Oktober 2019 wurde er feierlich eröffnet. Die Aussichtsplattform befindet sich auf 17,34 Meter Höhe, mit Windfahne ist der Turm genau 22 Meter hoch. Die Verkleidung aus senkrechten, diagonalen und waagerechten Kanthölzern symbolisiert die extremen Witterungsverhältnisse auf dem Gipfel: Windstille, Wind, Sturm, Orkan zusammen mit Regen (déšť) und Schnee.

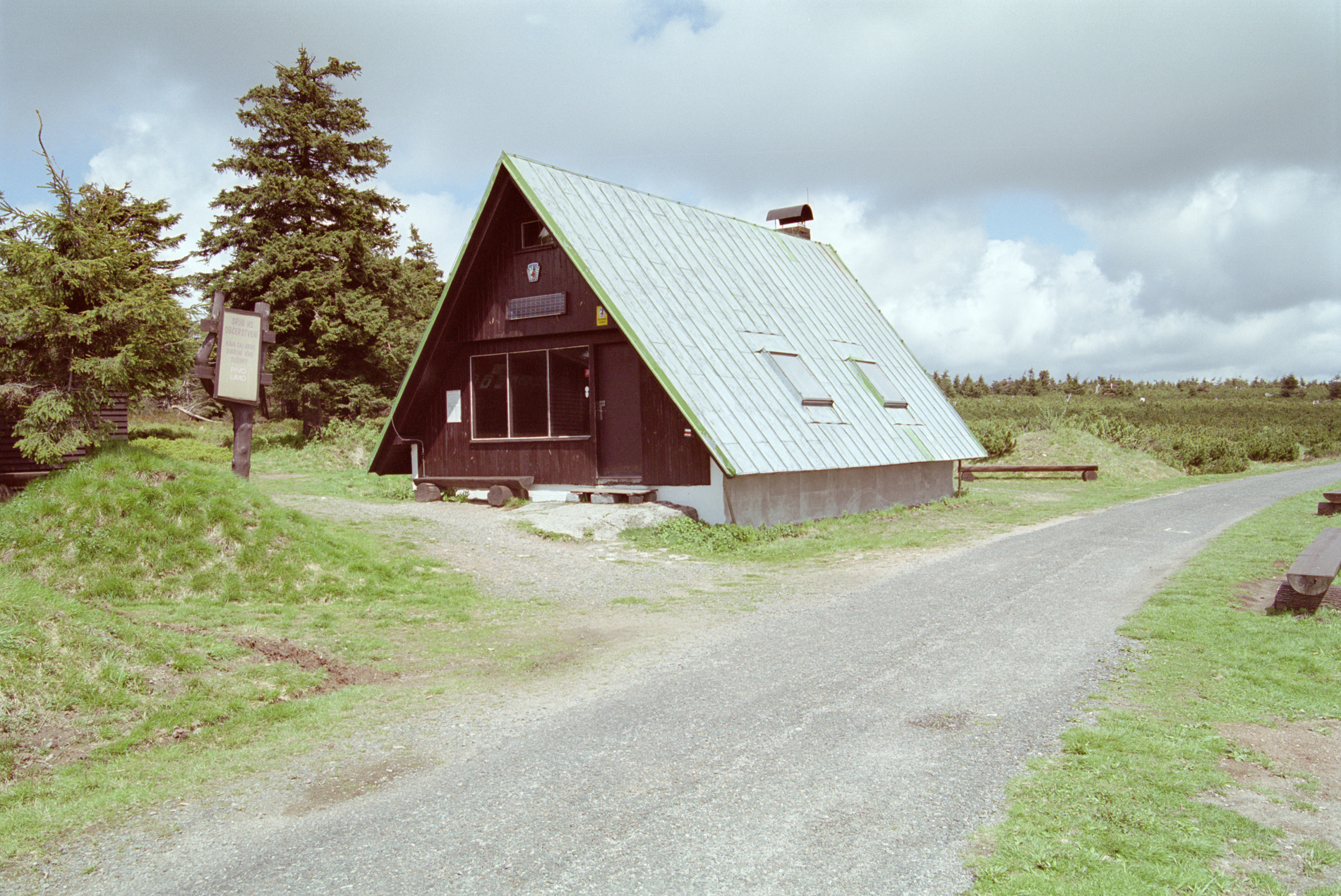
Schutzhütte am Hauptwanderweg „Jiráskova cesta“ (2006)
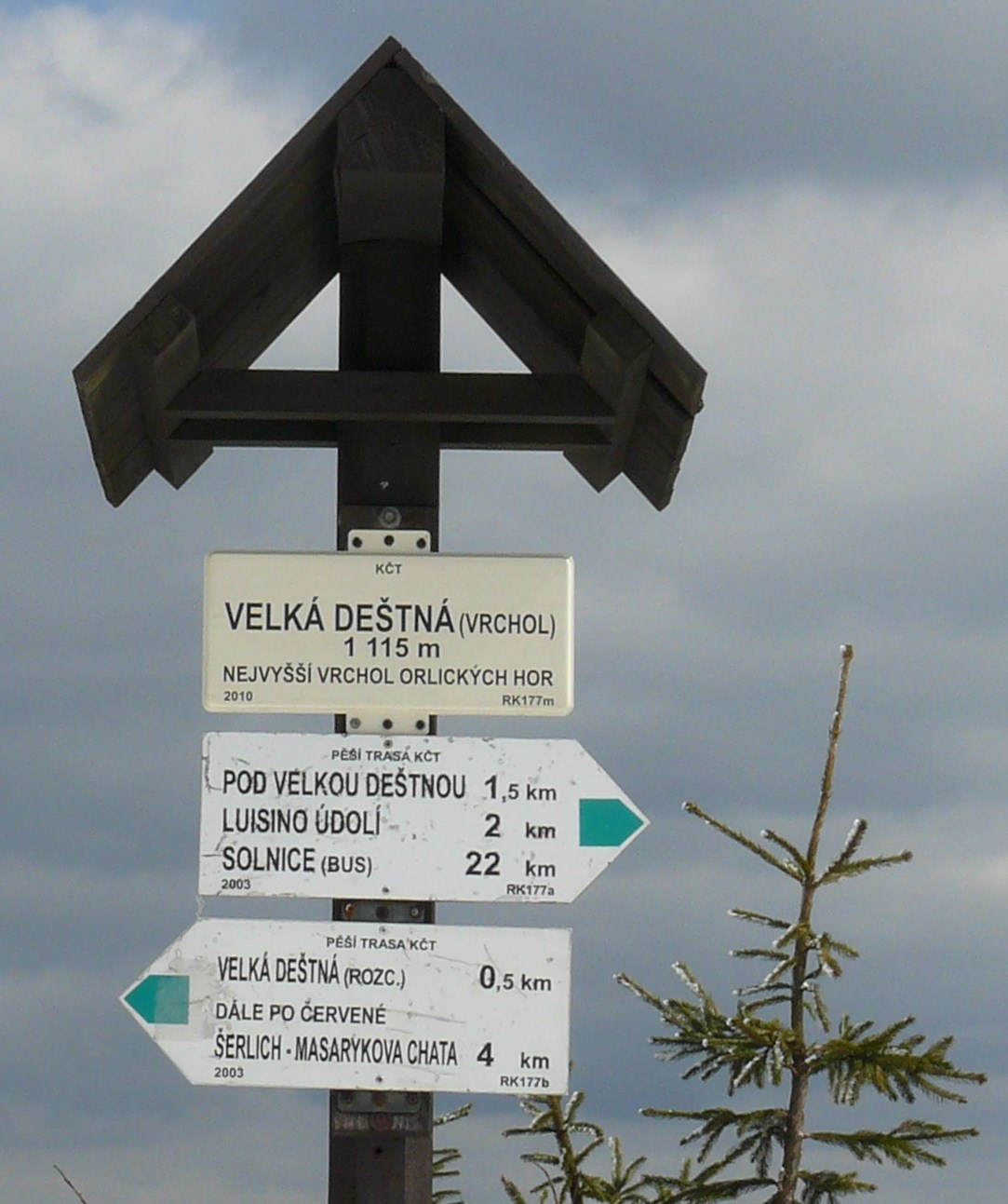
Wegweiser am Gipfel (2012)
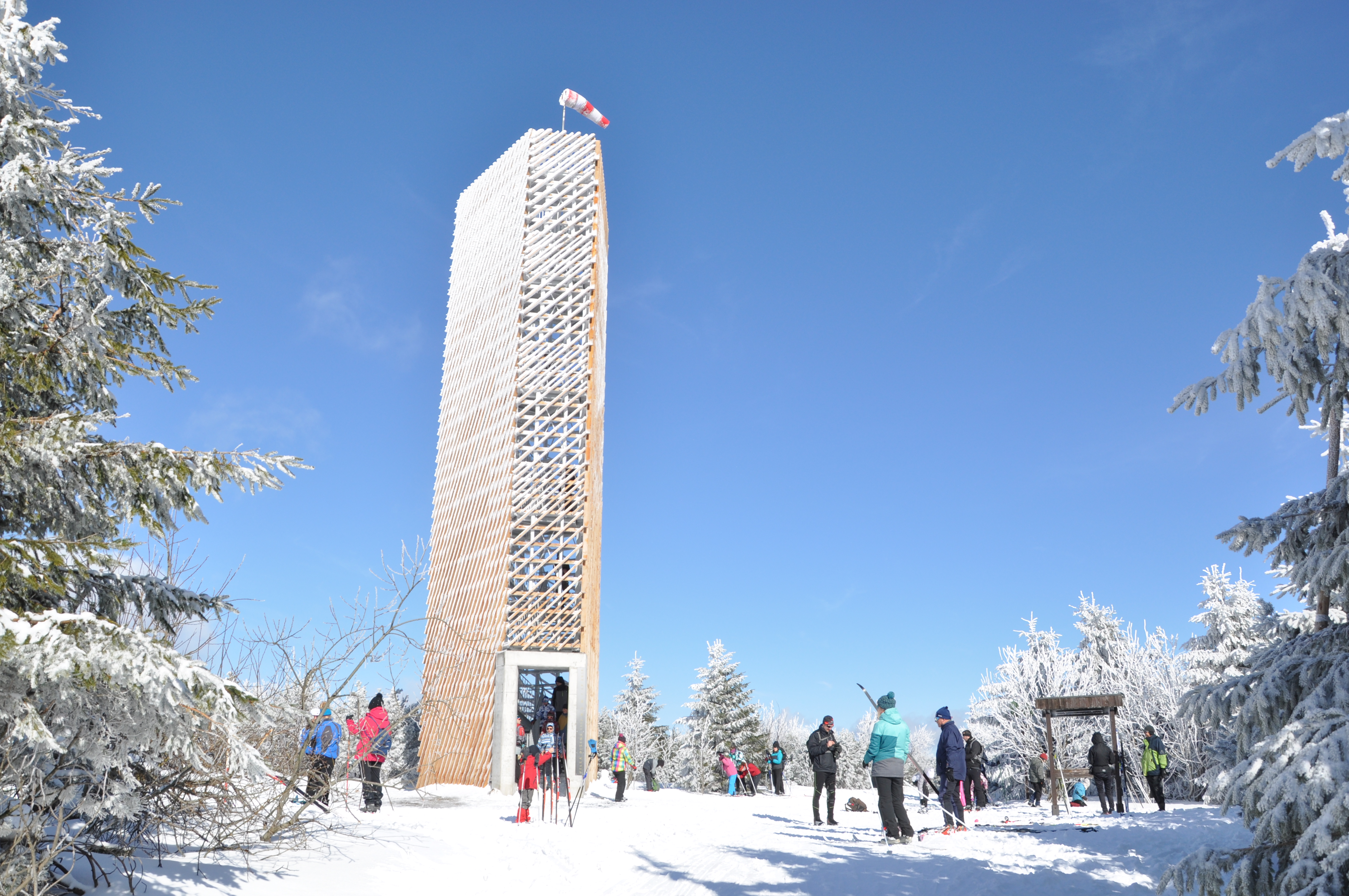
Aussichtsturm auf dem Gipfel (2020)
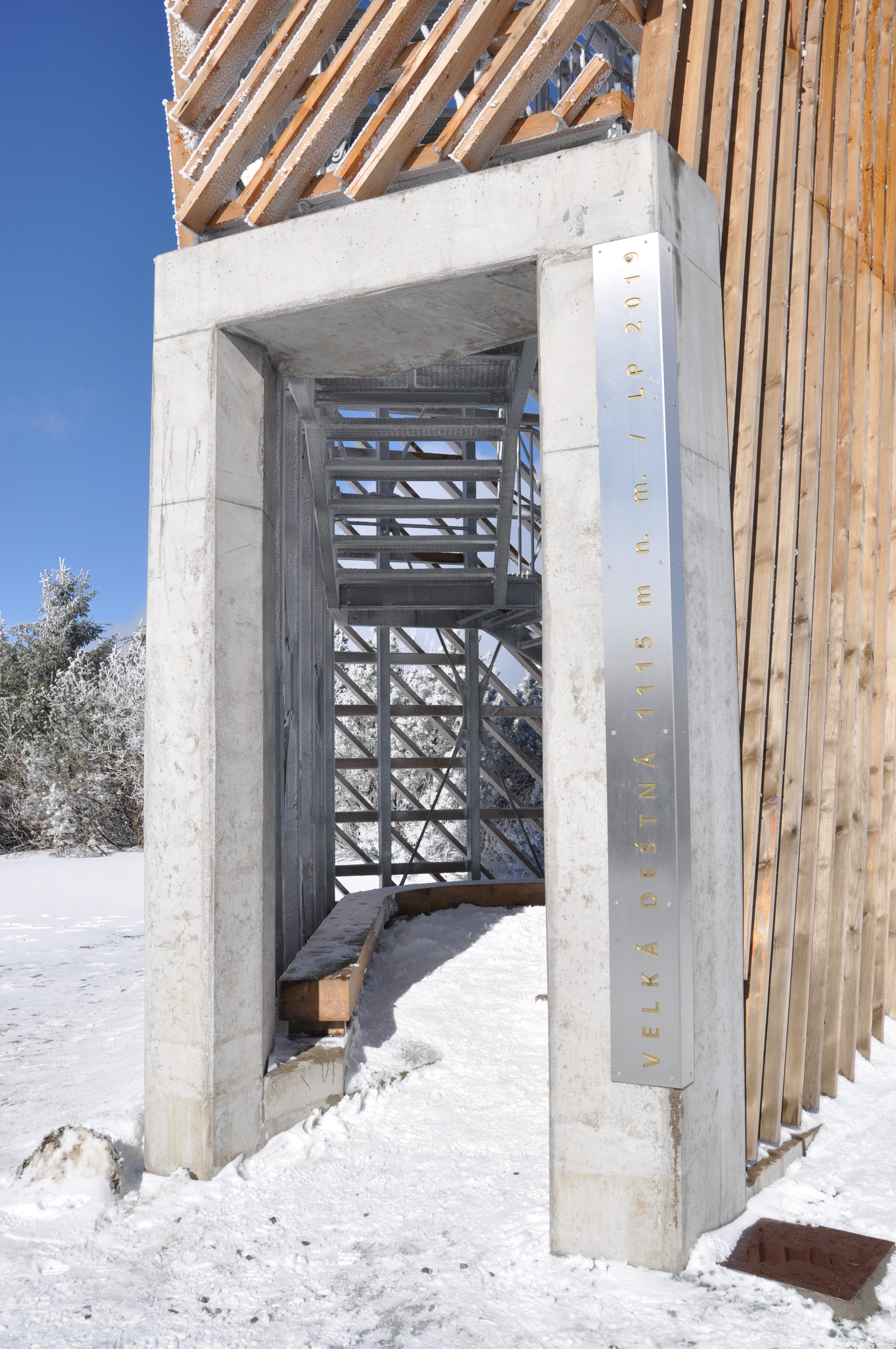
Das Eingangsportal des Turmes besteht aus Sichtbeton. (2020)
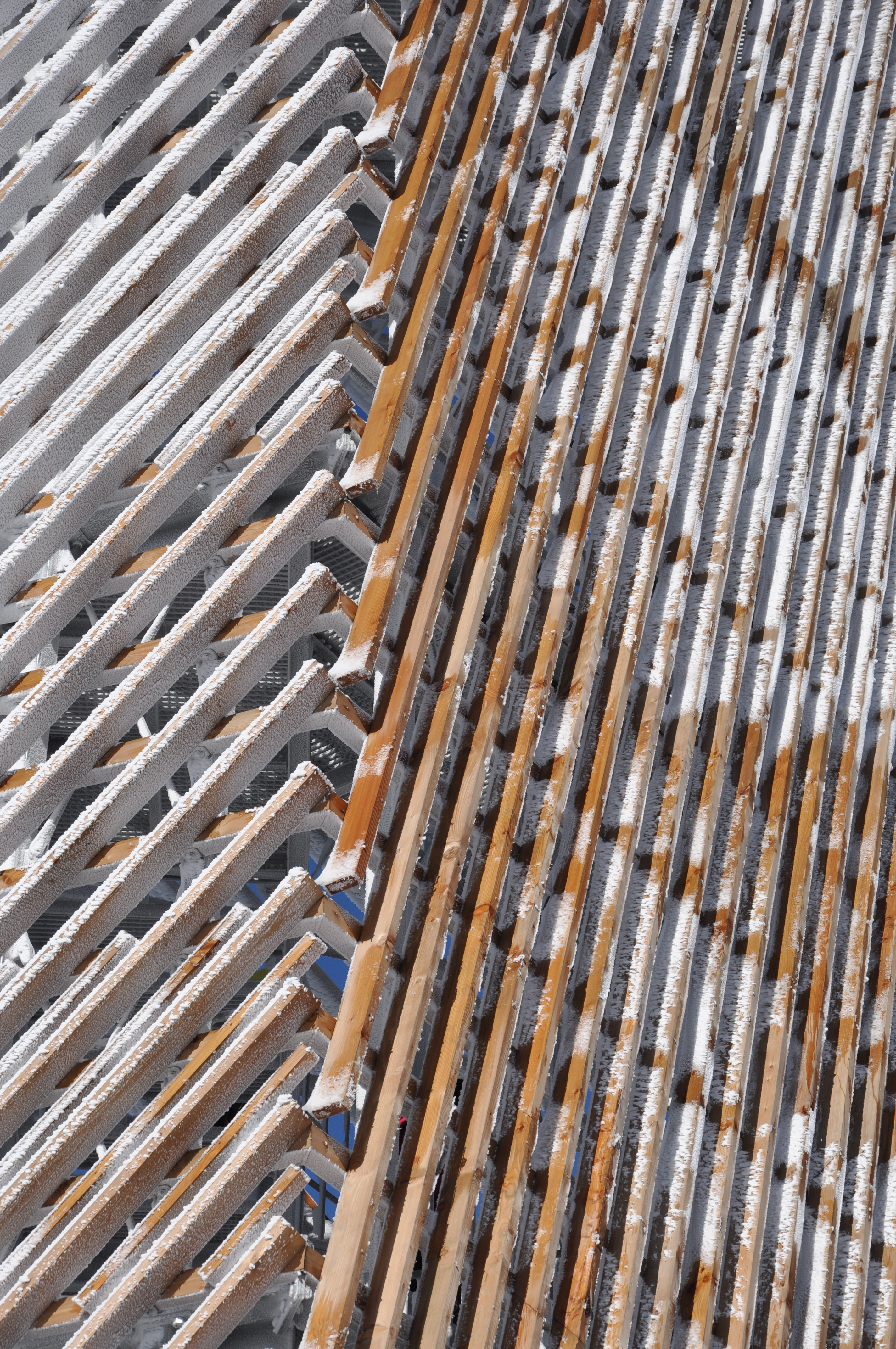
Detail der Außenverkleidung aus Kanthölzern (2020)

## Aussicht

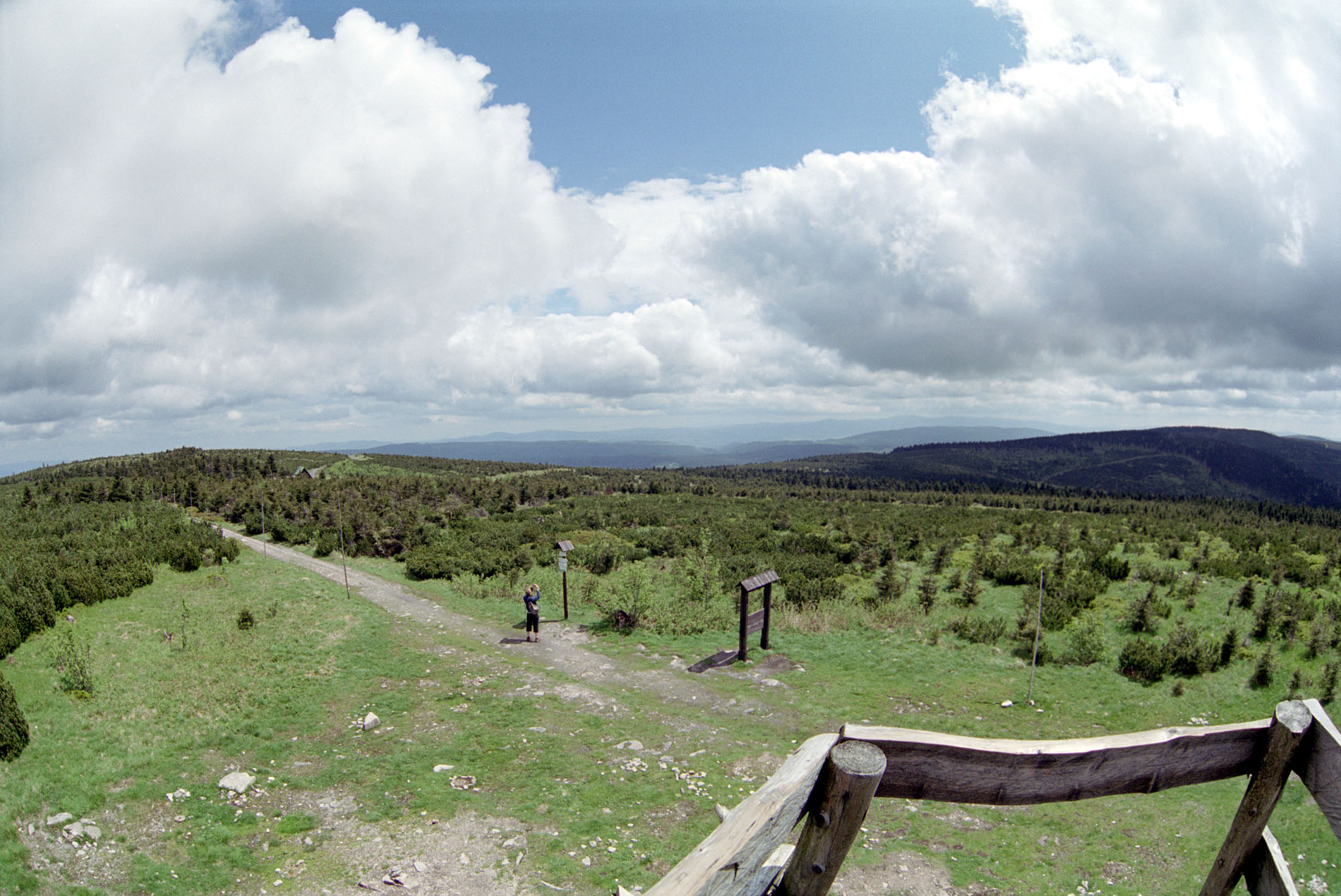
Blick vom Aussichtsgerüst nach Osten über den Kamm des Adlergebirges zum Glatzer Schneegebirge. (2006)

Vom Aussichtsturm bietet sich eine fast ungehinderte Rundumsicht über die umliegenden Gebirge der Sudeten und in die weite Elbeniederung um Hradec Králové. Das Bergpanorama umfasst von Norden an im Uhrzeigersinn gesehen: Riesengebirge mit Riesengebirgsvorland, Falkengebirge, Heuscheuergebirge, Eulengebirge, Reichensteiner Gebirge, Habelschwerdter Gebirge und Glatzer Schneegebirge.

## Wege zum Gipfel
Über den Gipfelbereich des Berges verläuft der rot markierte Kammweg des Adlergebirges „Jiráskova cesta“. Günstigster Ausgangspunkt für die Besteigung des Berges ist der Bergsattel Šerlich (Schierlich). Ein grün markierter Wanderweg führt von Luisino Údolí (Luisenthal) auf den  Berg. Über beide Routen ist der Gipfel in etwa einer Stunde zu Fuß erreichbar.